# بیبیکوو
بیبیکوو (به لاتین: Bibikovo) یک منطقهٔ مسکونی در روسیه است که در استان آمور واقع شده‌است.